# Gran Premio del Canada 1993
Il Gran Premio del Canada 1993 è stato un Gran Premio di Formula 1 disputato il 13 giugno 1993 sul Circuito di Montréal. La gara è stata vinta da Alain Prost su Williams. È stato l'ultimo GP commentato dal campione del mondo 1976 James Hunt, che dopo 2 giorni morirà di infarto.

## Qualifiche
Come ormai consueto, i due piloti della Williams dominano le qualifiche, con Prost in pole position davanti a Hill; seguono, con ampi distacchi, i due piloti della Benetton, Schumacher e Patrese e i due della Ferrari, Berger e Alesi. In difficoltà la McLaren: Senna è ottavo, Andretti dodicesimo.

### Classifica
| Pos                     | No | Pilota               | Costruttore               | Tempo    | Distacco |
| ----------------------- | -- | -------------------- | ------------------------- | -------- | -------- |
| 1                       | 2  | Alain Prost          | Williams - Renault        | 1:18.987 |          |
| 2                       | 0  | Damon Hill           | Williams - Renault        | 1:19.491 | +0.504   |
| 3                       | 5  | Michael Schumacher   | Benetton - Ford           | 1:20.808 | +1.821   |
| 4                       | 6  | Riccardo Patrese     | Benetton - Ford           | 1:20.948 | +1.961   |
| 5                       | 28 | Gerhard Berger       | Ferrari                   | 1:21.278 | +2.291   |
| 6                       | 27 | Jean Alesi           | Ferrari                   | 1:21.414 | +2.427   |
| 7                       | 25 | Martin Brundle       | Ligier - Renault          | 1:21.603 | +2.616   |
| 8                       | 8  | Ayrton Senna         | McLaren - Ford            | 1:21.706 | +2.719   |
| 9                       | 29 | Karl Wendlinger      | Sauber - Ilmor            | 1:21.813 | +2.826   |
| 10                      | 26 | Mark Blundell        | Ligier - Renault          | 1:22.097 | +3.110   |
| 11                      | 30 | Jyrki Järvilehto     | Sauber - Ilmor            | 1:22.198 | +3.211   |
| 12                      | 7  | Michael Andretti     | McLaren - Ford            | 1:22.229 | +3.242   |
| 13                      | 20 | Érik Comas           | Larrousse - Lamborghini   | 1:22.263 | +3.276   |
| 14                      | 14 | Rubens Barrichello   | Jordan - Hart             | 1:22.509 | +3.522   |
| 15                      | 19 | Philippe Alliot      | Larrousse - Lamborghini   | 1:22.819 | +3.832   |
| 16                      | 10 | Aguri Suzuki         | Footwork - Mugen-Honda    | 1:22.891 | +3.904   |
| 17                      | 23 | Christian Fittipaldi | Minardi - Ford            | 1:23.119 | +4.132   |
| 18                      | 9  | Derek Warwick        | Footwork - Mugen-Honda    | 1:23.185 | +4.198   |
| 19                      | 4  | Andrea De Cesaris    | Tyrrell - Yamaha          | 1:23.185 | +4.198   |
| 20                      | 12 | Johnny Herbert       | Lotus - Ford              | 1:23.223 | +4.236   |
| 21                      | 11 | Alessandro Zanardi   | Lotus - Ford              | 1:23.240 | +4.253   |
| 22                      | 3  | Ukyo Katayama        | Tyrrell - Yamaha          | 1:23.824 | +4.837   |
| 23                      | 24 | Fabrizio Barbazza    | Minardi - Ford            | 1:23.946 | +4.959   |
| 24                      | 15 | Thierry Boutsen      | Jordan - Hart             | 1:23.960 | +4.973   |
| 25                      | 22 | Luca Badoer          | Scuderia Italia - Ferrari | 1:24.357 | +5.370   |
| Vetture non qualificate |    |                      |                           |          |          |
| NQ                      | 21 | Michele Alboreto     | Scuderia Italia - Ferrari | 1:24.482 | +5.395   |

## Gara
Al via Hill sopravanza il compagno di squadra, portandosi al comando della corsa mentre le due Benetton in seconda fila scattano male come loro solito. Alla prima curva l'ordine è Hill, Prost, Berger, Alesi, Senna, Patrese, Brundle, Schumacher. In due giri Senna si sbarazza rapidamente delle due Ferrari superandole al tornantino e si lancia all'inseguimento delle due Williams. Anche Schumacher rimonta velocemente ma quando finalmente supera Berger installandosi al quarto posto, la testa della corsa dista già una decina di secondi. Al sesto giro Prost va in testa con Hill che non chiude la porta al blasonato compagno. Anche Alesi riesce ad infilare il compagno portandosi al quinto posto ma si deve ritirare qualche tornata più tardi.
Ayrton Senna con la McLaren Ford si avvicina alla Williams Renault di Damon Hill ma non ci sono cambiamenti di posizione fino alla sosta per il cambio gomme, durante la quale Hill resta fermo ben 17 secondi, scivolando in quarta posizione. Prost controlla la corsa senza patemi mantenendo un vantaggio superiore ai dieci secondi mentre Schumacher riduce continuamente il distacco che lo separa da Senna portandosi a contatto quando mancano dieci giri alla fine. Quando già si inizia a pregustare un bel duello rusticano, la McLaren Ford di Ayrton si ritira per un problema all'alternatore a sette giri dalla fine; La Williams Renault di Alain Prost non ha invece nessun problema e va a vincere davanti alla Benetton Ford di Michael Schumacher, terzo posto per la seconda Williams Renault di Damon Hill, la Ferrari di Gerhard Berger, la Ligier Renault di Martin Brundle e Wendlinger, a punti per la prima volta in questa stagione. È stato l'ultimo GP commentato dal campione del mondo 1976 James Hunt, che dopo 2 giorni morirà di infarto. 

### Classifica
| Pos      | No | Pilota               | Costruttore               | Giri | Tempo/Ritiro       | Partenza | Punti |
| -------- | -- | -------------------- | ------------------------- | ---- | ------------------ | -------- | ----- |
| 1        | 2  | Alain Prost          | Williams - Renault        | 69   | 1:36:41.822        | 1        | 10    |
| 2        | 5  | Michael Schumacher   | Benetton - Ford           | 69   | +14.527            | 3        | 6     |
| 3        | 0  | Damon Hill           | Williams - Renault        | 69   | +52.685            | 2        | 4     |
| 4        | 28 | Gerhard Berger       | Ferrari                   | 68   | +1 giro            | 5        | 3     |
| 5        | 25 | Martin Brundle       | Ligier - Renault          | 68   | +1 giro            | 7        | 2     |
| 6        | 29 | Karl Wendlinger      | Sauber - Ilmor            | 68   | +1 giro            | 9        | 1     |
| 7        | 30 | Jyrki Järvilehto     | Sauber - Ilmor            | 68   | +1 giro            | 11       |       |
| 8        | 20 | Érik Comas           | Larrousse - Lamborghini   | 68   | +1 giro            | 13       |       |
| 9        | 23 | Christian Fittipaldi | Minardi - Ford            | 67   | +2 giri            | 17       |       |
| 10       | 12 | Johnny Herbert       | Lotus - Ford              | 67   | +2 giri            | 20       |       |
| 11       | 11 | Alessandro Zanardi   | Lotus - Ford              | 67   | +2 giri            | 21       |       |
| 12       | 15 | Thierry Boutsen      | Jordan - Hart             | 67   | +2 giri            | 24       |       |
| 13       | 10 | Aguri Suzuki         | Footwork - Mugen-Honda    | 66   | +3 giri            | 16       |       |
| 14       | 7  | Michael Andretti     | McLaren - Ford            | 66   | +3 giri            | 12       |       |
| 15       | 22 | Luca Badoer          | Scuderia Italia - Ferrari | 65   | +4 giri            | 25       |       |
| 16       | 9  | Derek Warwick        | Footwork - Mugen-Honda    | 65   | +4 giri            | 18       |       |
| 17       | 3  | Ukyo Katayama        | Tyrrell - Yamaha          | 64   | +5 giri            | 22       |       |
| 18       | 8  | Ayrton Senna         | McLaren - Ford            | 62   | Alternatore        | 8        |       |
| Ritirato | 6  | Riccardo Patrese     | Benetton - Ford           | 52   | Problema fisico    | 4        |       |
| Ritirato | 4  | Andrea De Cesaris    | Tyrrell - Yamaha          | 45   | Incidente          | 19       |       |
| Ritirato | 24 | Fabrizio Barbazza    | Minardi - Ford            | 33   | Cambio             | 23       |       |
| Ritirato | 27 | Jean Alesi           | Ferrari                   | 23   | Motore             | 6        |       |
| Ritirato | 26 | Mark Blundell        | Ligier - Renault          | 13   | Incidente          | 10       |       |
| Ritirato | 14 | Rubens Barrichello   | Jordan - Hart             | 10   | Problema elettrico | 14       |       |
| Ritirato | 19 | Philippe Alliot      | Larrousse - Lamborghini   | 8    | Leva del cambio    | 15       |       |
| NQ       | 21 | Michele Alboreto     | Scuderia Italia - Ferrari | /    | Non qualificato    |          |       |

## Classifiche

### Piloti
| Pos | Pilota               | Punti |
| --- | -------------------- | ----- |
| 1   | Alain Prost          | 47    |
| 2   | Ayrton Senna         | 42    |
| 3   | Damon Hill           | 22    |
| 4   | Michael Schumacher   | 20    |
| 5   | Martin Brundle       | 7     |
| 6   | Mark Blundell        | 6     |
| 6   | Johnny Herbert       | 6     |
| 8   | Jyrki Järvilehto     | 5     |
| 8   | Riccardo Patrese     | 5     |
| 8   | Christian Fittipaldi | 5     |
| 8   | Gerhard Berger       | 5     |
| 12  | Jean Alesi           | 4     |
| 13  | Philippe Alliot      | 2     |
| 13  | Michael Andretti     | 2     |
| 13  | Fabrizio Barbazza    | 2     |
| 16  | Alessandro Zanardi   | 1     |
| 16  | Karl Wendlinger      | 1     |

### Costruttori
| Pos. | Team                    | Punti |
| ---- | ----------------------- | ----- |
| 1    | Williams - Renault      | 69    |
| 2    | McLaren - Ford          | 44    |
| 3    | Benetton - Ford         | 25    |
| 4    | Ligier - Renault        | 13    |
| 5    | Ferrari                 | 9     |
| 6    | Lotus - Ford            | 7     |
| 6    | Minardi - Ford          | 7     |
| 8    | Sauber - Ilmor          | 6     |
| 9    | Larrousse - Lamborghini | 2     |

## Fonti
- Grandprix.com. URL consultato il 31 maggio 2009.
- Teamdan.org, su silhouet.com. URL consultato il 31 maggio 2009.
- GpUpdate.com [collegamento interrotto], su f1.gpupdate.net. URL consultato il 31 maggio 2009.